# Induktionsljus
Induktionsljus är en teknik för att skapa ljus.
En induktionslampa utformas av praktiska skäl som en i glas innesluten, sluten krets av gas, exempelvis som en torusformad ring.
Induktionslampor har varken glödtrådar eller elektroder, utan har istället en eller flera induktorer som inducerar ett högfrekvent elektromagnetiskt fält som får gasen i en glasbehållare att lysa. Precis som i lysrör, motsvarande gasurladdningslampa med elektroder, är ljuset ultraviolett. För att få synligt ljus används därför lyspulver på insidan av glaset som genom fluorescens omvandlar ljuset. Valet av lyspulver är bestämmande för ljusutbyte, färgbalans mm.
I likhet med lysrör med elektroniska HF-don är de till sin natur helt flimmerfria och har ett relativt gott ljusutbyte. I och med avsaknaden av åldringskänsliga, belagda elektroder har de dock betydligt längre livslängd.
Induktionslampor finns i effekter från 12 watt och med E27 sockel.